# Оньяте, Хуан де
Дон Хуа́н де Онья́те-и-Салаза́р (Don Juan de Oñate y Salazar; 1550, Сакатекас (ныне Мексика) — 1626, Гуадальканаль, Испания) — испанский конкистадор, губернатор провинций Новая Мексика и Новая Испания. Основал многочисленные города на юго-западе нынешних США.
Родился в городе Сакатекас. Начал свою карьеру, сражаясь против североамериканских индейцев на территории колонии Новая Испания. Женился на Исабель де Толоса Кортес де Моктесума.
В 1595 году получил от короля Испании Филиппа II приказ колонизировать северные побережья реки Рио-Гранде, которые ранее исследовал Франсиско Васкес де Коронадо в 1540 году. Цель экспедиции состояла в распространении католической веры и в основании новых миссий для обращения индейцев.
Он  основал провинцию Санта-Фе-де-Нуэво-Мехико или просто Новая Мексика (ныне штат Нью-Мексико в составе США), став её первым губернатором. Оньяте направил Висенте де Сальдивара на борьбу с индейцами племени акома; тот убил 500 человек, а выживших либо обратил в рабство, либо, если возраст их превышал 21 год, приказывал отрубить ступню. В результате экспедиции против индейцев племени томпиро 800 индейцев были убиты, а их поселения стёрты с лица земли. Оньяте приобрёл репутацию кровожадного правителя, в связи с чем многочисленные индейцы бежали из своих поселений в горы, где они нередко гибли от холода и голода. Автограф Оньяте обнаружен на скале Эль-Морро.
В 1606 году Оньяте был вызван в Мехико для судебного слушания, связанного с его действиям. Суд признал его виновным в жестокости по отношению как к индейцам, так и колонистам. Однако после апелляции с него были сняты все обвинения. Через некоторое время он отбыл в Испанию, где король назначил его на пост главного инспектора горной добычи всей Испании.
Он умер в Испании в 1626 году. Иногда его называют «Последним конкистадором».